# Katolička Crkva u Južnoj Koreji
Katolička Crkva u Južnoj Koreji dio je svjetske Katoličke Crkve, pod duhovnim vodstvom pape i rimske kurije. Krajem 2017. godine bilo je 5 813 770 vjernika (11,0% stanovništva) s 5360 svećenika i 1734 župe.

## Povijest
Portugalski isusovački svećenik Gregorious de Cespedes vjerojatno je bio prvi katolički misionar u Koreji, koji je stigao u Busan 27. prosinca 1593. godine. U doba japanskih invazija Koreje (1592. – 1598.) japanski čelnik Konishi Yukinaga oženio se korejskom kršćankom. Međutim, katoličanstvo (i kršćanstvo općenito) u Koreji dobiva zamah 1784. krštenjem Yi Seung-huna u Kini pod kršćanskim imenom Petar. On je bio jedan od prvih krštenih Korejaca, član korejske plemićke dinastije. Kasnije se vratio u Koreju s katoličkim vjerskim sadržajima i krstio brojne sunarodnjake. Crkva u Koreji nastavila je bez službenih misionarskih svećenika sve dok francuski misionari nisu stigli 1836. godine. Već je postojalo oko 4000 korejskih katolika koji dotada nisu imali doticaja s katoličkim svećeništvom. Katoličku zajednicu gotovo u cijelosti vodili su obrazovani korejski laici plemićkoga podrijetla, jedini koji su mogli čitati knjige pisane hanjom.
Tijekom 19. stoljeća, vladajuća dinastije Joseon progonila je Katoličku Crkvu uglavnom zbog suprotstavljanja štovanju predaka, koje Crkva smatra oblikom idolopoklonstva, ali koje je država propisala kao kamen temeljac korejske kulture. Unatoč dugogodišnjemu progonu koji je doveo do tisuća mučenika - od kojih je 103 kanonizirao papa Ivan Pavao II. u svibnju 1984., uključujući i prvog korejskog svećenika, sv. Andrije Taegona Kima, zaređenoga 1845. godine i mučenoga 1846. godine - Crkva u Koreji se širila. Papa Franjo kanonizirao je još 124 korejskih katoličkih mučenika 2014. godine. Apostolski vikarijat Koreje nastao je 1831. godine, a nakon proširenja crkvene strukture u sljedećemu stoljeću, osnovana je sadašnja struktura triju Metropolitanskih pokrajina, svaka s nadbiskupijom i nekoliko sufraganskih biskupija 1962. godine.

## Brojnost
Katolička Crkva u Južnoj Koreji u posljednjih nekoliko godina bilježi značajan rast, povećavajući svoje članstvo s 7,9% stanovništva na 11% u posljednjih dvadeset godina. Krajem 2017. u Južnoj Koreji bilo je 5 813 770 katolika - 11,0% stanovništva. Godine 2017. Crkva je porasla za 1,3%, s više od 75 000 krštenja odraslih. Dio toga rasta može se pripisati relativno pozitivnoj percepciji Crkve u javnosti zbog svoje uloge u demokratizaciji Južne Koreje, njezinoga aktivnoga sudjelovanja u različitim djelima socijalne skrbi i njezinomu pristupu prema religijskim odnosima i pitanjima tradicijske korejske duhovnosti.

## Zanimljivosti
- Seoulska nadbiskupija utemeljila je 2005. Katoličko seoulsko međunarodno misijsko društvo, za izobrazbu svećenika za misijsku rad u Južnoj Americi.[3]